# روی آب راه می‌روم
«روی آب راه می‌روم» (به انگلیسی: Walk on Water) نام آهنگی از رپر اهل آمریکا، امینم است که در آن با خواننده آمریکایی، بیانسه همکاری کرده‌است. این آهنگ در تاریخ ۱۰ نوامبر ۲۰۱۷ به عنوان اولین تک آهنگ از نهمین آلبوم استودیویی امینم، احیا (۲۰۱۷) پخش شد. ترانه‌سراهای این آهنگ مدرز، هافرمن و بیانسه‌اند و ریک روبین و اسکایلر گری تهیه‌کنندگی اثر را بر عهده داشتند. قسمت همخوان توسط اسکایلرگری نوشته شده، کسی که در آهنگ «عاشق دروغ‌گفتن‌هاتم» هم جزو ترانه‌سراها بود. ریچ لی نماهنگ این کار را کارگردانی کرد (کارگردان نماهنگ‌های «نمی‌ترسم»، «خدای رپ»، «هیولا» و «پدیده») و ابتدا اپل موزیک آن را به صورت انحصاری، در تاریخ ۲۳ دسامبر ۲۰۱۷ پخش کرد و بعد، از صفحه امینم در ویوو نیز پخش شد. این نماهنگ تا ۹ فوریه ۲۰۱۸، بیش از ۳۴ میلیون بازدید و ۸۰۰ هزار لایک در یوتیوب داشت. عملکرد تجاری این اثر در کشورهای متفاوت، مختلف بود. به گونه‌ای که در چارت‌های استرالیا، ایرلند، اسکاتلند، سوئد، سوئیس و بریتانیا رتبه اول را به خود اختصاص داد و در اتریش، فرانسه، آلمان، مجارستان، لبنان، نیوزلند، نروژ و ایالات متحده جزو بیست ترانه برتر بود.